# ترمیستور
ترمیستور (به انگلیسی: Thermistor) یا مقاومت گرمایی، مقاومت حساس به دما است. در واقع، مقاومتش با دما تغییر می‌کند.
با اندازه‌گیری مقاومت یک ترمیستور، می‌توان دمای آنرا تعیین کرد. برای همین، از آن به‌عنوان سنسور دما استفاده می‌شود. ترمیستورها اغلب از نیمه‌رساناهایی با ضریب دمایی بالا ساخته شده‌اند. از این رو در دما بالا، خراب شده و عمر کوتاهی دارند.

نماد ترمیستور در مدار.

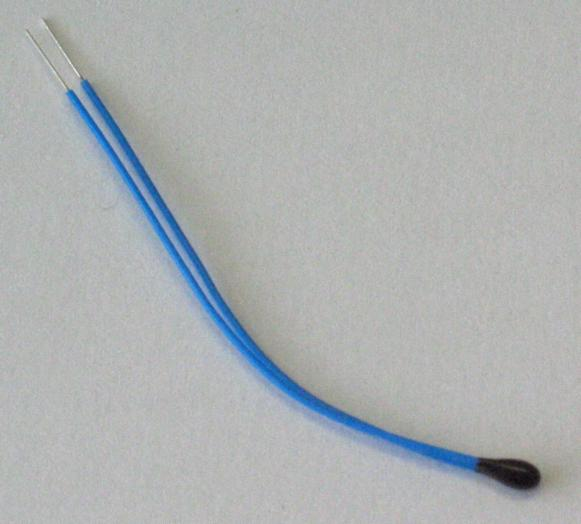
یک ترمیستور

## انواع ترمیستور
ترمیستور بر اساس نیمه‌رسانای سازنده آن به دو دسته NTC (با ضریب دمایی منفی) و PTC (با ضریب دمایی مثبت) تقسیم می‌شود. ترمیستور PTC نیز خود به دو دسته سیلیستور و تعویضی تقسیم می‌شود.

### سیلیستور
سیلیستورها اغلب از سیلیسیم ناخالص (آلاییده) ساخته شده، رفتاری شبیه فلز دارد و مقاومت الکتریکی آن با افزایش دما، افزایش می‌یابد.

### تعویضی
در این PTC، ضریب دمایی مقاومت ویژه تا پیش از دمای خاصی (دمای کوری)، منفی است و پس از آن در یک محدوده دمایی، تغییر چشم‌گیری می‌کند و به شدت مثبت می‌شود. در واقع همین تغییر ناگهانیِ ضریب دمایی، باعث کاربرد گسترده ترمیستورهای PTC تعویضی در مدارهای دماپا شده‌است.

## حساسیت ترمیستورهای مدرن
حساسیت ترمیستورهای امروزی چنان بالاست که تغییری به اندازه یک میلیونیم کلوین را می‌توان به کمک آنها آشکار کرد. بنابراین، از آنها در دستگاه‌های جدید برای اندازه‌گیری شدت تابش بسیار ضعیف و به‌ جای پیلهای ترموالکتریک  استفاده می‌شود.